# 文化的空間
文化的空間（ぶんかてきくうかん、英語：Cultural Space）は、人間の営み（現象的意識）の中で築かれてきた空間のこと。広義では「社会的空間」に包括される。

## 概念と実例
ヒトが文化的観念をもち、人工的な構築物を形成し始めた際、意識的に事象や生活圏周辺に意味を持たせ維持しようとした場所が文化的空間の原初である。原始宗教における聖域や家屋・集落周辺の収穫地がそれで、前者は精神文化的な要素、後者は生活の糧を得るための自然環境も含んでいる。空間としては無形だが、そこにある有形の事物も対象となる。

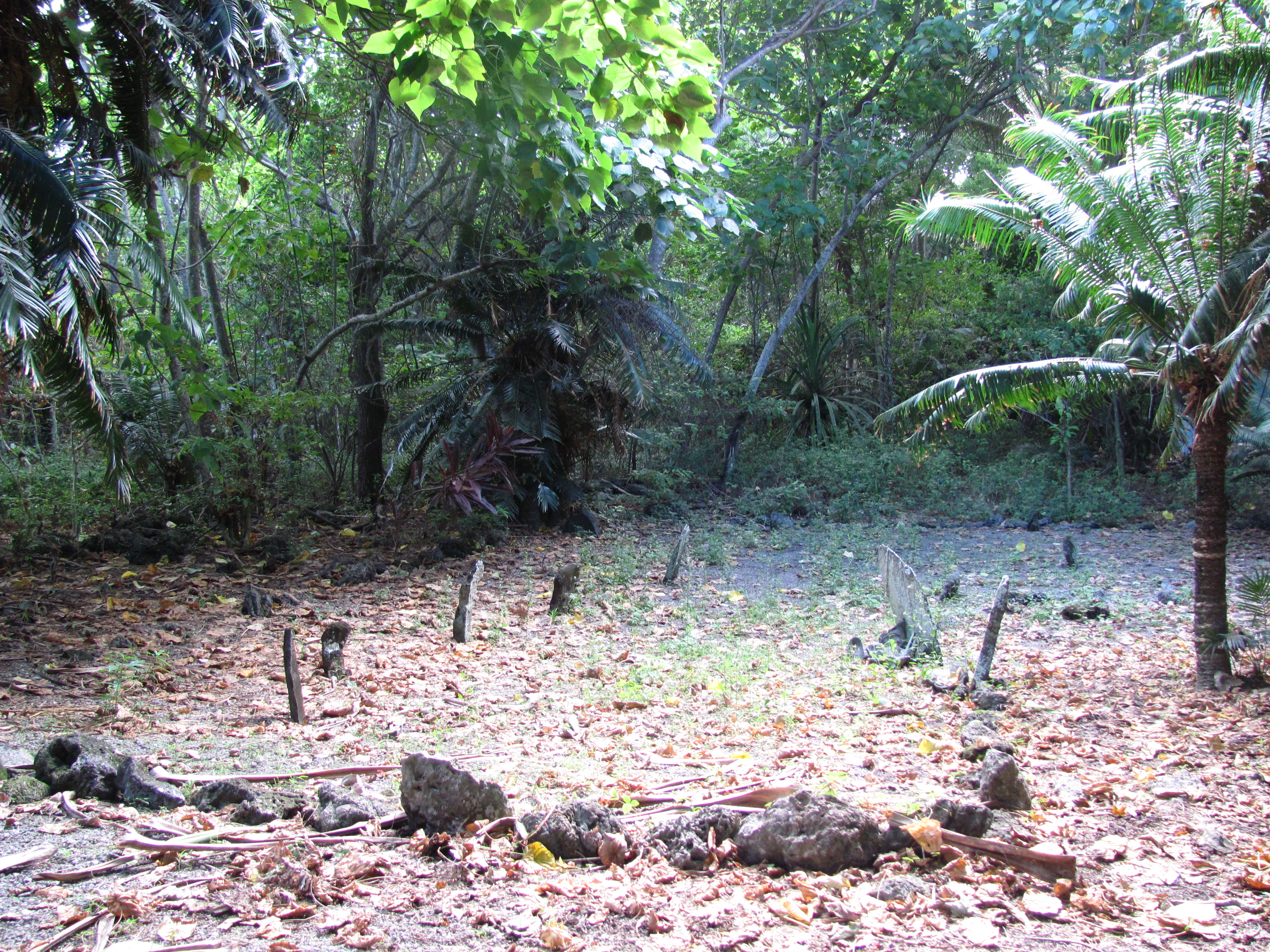
ロイ・マタの墓地（世界遺産）

文化的空間は民族・地域・時代や価値観などアイデンティティーにより定義が異なる抽象的対象である。典型的な例としてバヌアツの世界遺産ロイ・マタ首長の領地が上げられる。構成資産であるロイ・マタの住居跡と墓地はバヌアツの人々以外から見れば単なる空地に過ぎない。このような限られた範囲での文化形成に伴う空間を「cultural niche（文化的ニッチ）」という。
現在、用語として多用されているのが、無形文化遺産においてである。祭りや伝統芸能を行う場所として維持されてきた一帯を「文化的空間」と総称している。この場合、周辺の景観や空気感も含まれ、これを「Creative Atmosphere（創造的な雰囲気）」と呼んでいる。なお、景観に関しては世界遺産で文化的景観という文化遺産保護の考え方があり、文化的空間と相関する。
文化的空間には有機質な感覚を伴うが、現代社会においては一見無機質な工学・科学や現代美術といった領域からも構築できると捉えられている。例えば何の外観装飾もない近未来的建築物群の谷間に、前衛的な観念芸術作品を配した公共空間なども文化的空間と見做すこともできる。また、文化産業が稼働している空間や文化的なサービスが提供されている場所（図書館・博物館や茶室など）、風俗営業・賭博などを含む遊技場、インターネット上で情報が集積し閲覧できる空間、パワースポット、サブカルチャーにおける聖地なども文化的空間とされる。遊牧民の生活に伴うものや交通が形成するものであれば、移動する文化的空間（流動空間）も生じてくる。

## 文化多様性による認識
文化的空間は暗黙知的な存在であり、その空間を形成する文化圏に属する集団以外には理解しがたい面がある。
尺度の違いから文化的空間の保護は一律には行えないが、役立つと思われるのが文化多様性という考えで、国際連合教育科学文化機関（ユネスコ）による文化多様性条約がある。世界遺産としてのロイ・マタ史跡や無形文化遺産での文化的空間の登録は文化多様性条約の影響がある。

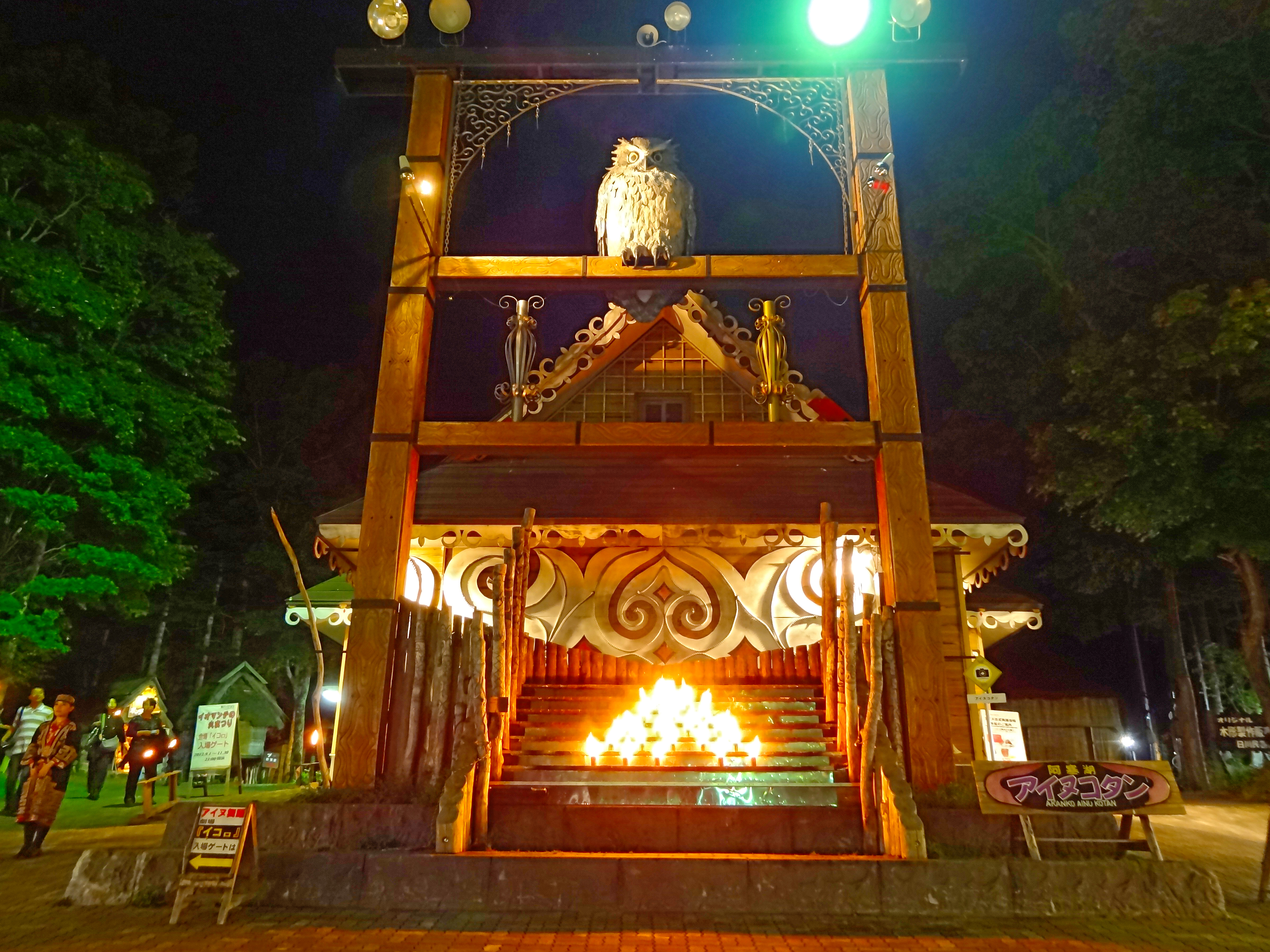
観光施設として再生したアイヌの儀式空間

文化多様性条約は反グローバリゼーションが根幹にあり、「有形無形の伝統あるいは固有文化の保護、新たな文化の創造、文化享受と選択の自由」といった文化権の確立を目的とする。世界的規模で波及するアメリカニゼーション（ファーストフードのような食文化や、コンテンツ産業が発信するファッションなどのライフスタイル）に席巻されることなく、いかに独自の文化を維持し続けるかを模索するもの。そうした中で伝統的な食物栽培地や地域に根差した日常的な生活環境といった文化的空間も守られると考えられており、アメリカ国内におけるネイティブ・アメリカンやアーミッシュといったマイノリティの文化と文化的空間の保護にも繋がる。
国内では、文化遺産における知的財産権問題プロジェクトの観点から民族共生（多文化主義）空間の推進としてアイヌのイオル再生が世界的に注目されている。

## 空間権
文化的空間は総じて目に見えない存在であることから、その所有権や帰属は不明瞭で、例えば宗教的聖地であるならば、その土地やそこにある構築物は明確な対象物と判断できるが、祭祀のための演出も含めその場が醸し出す厳かな雰囲気は感覚・感性によるものであり、それを冒すものを取り締まる法的根拠は無いに等しい。
そのため文化多様性条約のような国際的枠組みとは別に、国連の経済的、社会的及び文化的権利委員会や各国においても文化的空間の保護は取り組まれており、文化的権利（経済的、社会的及び文化的権利に関する国際規約）を発展させた「空間権（space right）」の創案が試行錯誤されている。
日本では景観法により文化的空間周辺の景観を保護することは可能だが、法適用にあたり文化的空間の価値を証明しなければならず、環境権から派生する空間権（都市部土地利用に伴う上空容積を表す空中権の別称としての空間権ではない）や、国家空間情報に関する法律、地理空間情報活用推進基本法の拡大解釈が望まれる。